# Centre hospitalier régional
Pour les articles homonymes, voir Centre hospitalier et CHR.
Un centre hospitalier régional (CHR), en France et en Belgique, est un hôpital à vocation régionale liée à une haute spécialisation. Ce type d'établissement est tenu d'assurer les soins courants à la population proche, mais également des soins techniques de haut niveau pour l'ensemble de la population régionale, voire nationale et internationale.

## En Belgique
Tandis que la plupart des grandes villes belges possèdent un CHU, des CHR sont également répartis sur tout le territoire, que ce soit dans les mêmes grandes villes (Charleroi, Namur, Liège, etc.) ou les régions de moindre densité (Mons, Huy, Sambreville, etc.).

## En France
La plupart des CHR (trente-et-un sur trente-deux) ont conclu une convention avec une université et sont devenus à ce titre des CHU (centres hospitaliers universitaires), parfois nommés CHRU (centres hospitaliers régionaux universitaires). Le seul CHR n'ayant pas signé de convention avec une université (et n'ayant donc pas le statut de CHU) est le CHR Metz-Thionville.